# 吉栄
吉栄（きちえい、生没年不詳）は、江戸時代末期（幕末）の女性。名はお栄とも。新選組幹部永倉新八が記した『浪士文久報国記事』『新選組顛末記』や小説家の子母澤寛が八木為三郎（新選組が屯所としていた八木家の子息）からの聞き書き『新選組始末記』『新選組遺聞』に登場する。

## 生涯
京都島原の置屋「桔梗屋」の天神（芸妓）で、水戸派（芹沢鴨派）の新選組副長助勤・平山五郎の馴染みだった。八木為三郎の証言によると22から23歳ぐらいで、可愛い女性だった。
文久3年（1863年）9月16日（18日とも）の日暮れ過ぎに吉栄は平山を訪ねて八木家へやってきた。芹沢鴨や平山が留守だったために、吉栄は芹沢の愛人のお梅や八木家の女中とお勝手で遊んで暇を潰していた。吉栄が来る前に輪違屋の糸里も八木家に来て平間重助を待っていた。夜になって芹沢、平山、平間が帰ってきて、芹沢はお梅と平山は吉栄と奥の十畳間を屏風で仕切って同衾し、平間と糸里は別室で寝た。
芹沢と平山が寝入ったころ、吉栄は小用をたすため便所へ行った。すると、数人の男たちが寝室へ押し入り、芹沢・平山・お梅を殺害して立ち去った。刺客は芹沢の水戸派と対立していた近藤勇の試衛館派（土方歳三、山南敬助、沖田総司、原田左之助という説が有力）。便所にいた吉栄は危うく難を逃れており、吉栄と馴染みだった原田が便所に逃がしてやったともいう。
吉栄のその後は桔梗屋が昭和に入って廃業しており、史料もなく不明である。